# Meyasubako
Meyasubako (jap. 目安箱), auch Sojōbako (訴状箱), bezeichnet einen Vorschlagskasten für Petitionen im Japan der Edo-Zeit.
Im August 1721 verfügte der 8. Shōgun Tokugawa Yoshimune, dass dreimal im Monat vor dem Obersten Gericht (Hyōjōsho) in Edo (Tokyo) ein Kasten aufgehängt werden soll, in dem die Bürger Petitionen abgeben konnten, die von ihm persönlich gelesen wurden. Dadurch wollte er Bürgernähe demonstrieren und Unzufriedenheit unter der Bevölkerung mindern, vor allem aber auch neue Ideen mitgeteilt und Hinweise auf Korruption und Inkompetenz unter seinen Beamten bekommen.
Ein Ergebnis dieses Systems war das Koishikawa Yōjōsho (小石川養生所), ein kostenloses Krankenhaus für Mittellose, das auf Vorschlag des Arztes Ogawa Shōsen 1722 errichtet wurde. Dieses ist ein Vorläufer der heutigen medizinischen Fakultät der Universität Tokio.
Ähnliche Vorschlagskästen wurden auch in den direkt vom Shogunat kontrollierten Städten Kyōto, Ōsaka, Sumpu und Kōfu errichtet, als auch von einzelnen Daimyō in ihren jeweiligen Lehen.